# Howhannes Batschkow
Howhannes Batschkow (armenisch Հովհաննես Բաչկով; englisch Hovhannes Bachkov; * 2. Dezember 1992 in Gjumri, Armenien) ist ein armenischer Profiboxer im Halbweltergewicht.

## Amateurkarriere
Der rund 1,73 m große Linksausleger begann 2004 mit dem Boxsport und gewann 2008 eine Bronzemedaille bei den Junioren-Europameisterschaften in Bulgarien. Bei den Jugend-Weltmeisterschaften 2010 in Aserbaidschan blieb er medaillenlos, gewann aber 2011 ein internationales Turnier in Armenien mit Siegen gegen Anwar Junussow und Aram Awagjan.
Bei seinen ersten großen Elitebewerben, den Europameisterschaften 2011 in der Türkei und den Weltmeisterschaften 2011 in Aserbaidschan, schied er vor Erreichen der Medaillenränge gegen Dmitri Poljanski bzw. Dordschnjambuugiin Otgondalai aus.
2013 fiel er bei einem Turnier in der Ukraine auf, als er Fazliddin Gʻoibnazarov und Dmitro Chernyak besiegte und erst im Finale knapp mit 11:15 gegen Pawlo Ischtschenko ausschied. Bei den Europameisterschaften 2013 in Belarus und den Weltmeisterschaften 2013 in Kasachstan, schied er erneut frühzeitig aus.
2014 gewann er ein Turnier in Serbien und schlug dabei unter anderem Arthur Biyarslanov. Bei den Europaspielen 2015 in Aserbaidschan unterlag er im ersten Kampf gegen Wiktor Petrow, während er bei den Europameisterschaften 2015 in Bulgarien erst im Viertelfinale gegen Evaldas Petrauskas ausschied. Auch bei den Weltmeisterschaften 2015 in Katar drang er durch Siege gegen Lim Hyun-Chul (3:0) und Aziz Bebitow (3:0) ins Viertelfinale vor, wo er gegen Yasniel Toledo (0:3) verlor. Zu diesem Zeitpunkt hatte er bereits rund 160 Kämpfe in seinem Rekord.
Im April 2016 nahm er an der europäischen Olympiaqualifikation in der Türkei teil. Er besiegte Antoine Vanackère (TKO), Vincenzo Arecchia (3:0) und Pat McCormack (2:1), ehe er im Halbfinale gegen Evaldas Petrauskas (0:3) unterlag. Im letzten Entscheidungsduell verlor er noch gegen Batuhan Gözgeç (0:3). Jedoch gewann er im Juli 2016 das Welt-Olympiaqualifikationsturnier in Venezuela, wobei er sich gegen Raymond Moylette (3:0), Wolodymyr Matwijtschuk (3:0) und Thulasi Tharumalingam (TKO) durchsetzen konnte. Er startete daraufhin im August 2016 bei den Olympischen Spielen in Brasilien und schlug Luis Arcón (2:1), ehe er im Achtelfinale mit 1:2 gegen Hu Qianxun ausschied.
Im Februar 2017 gewann er ein Turnier in Ungarn und besiegte dabei auch Wuttichai Masuk, während er im April bei einem weiteren Turnier in Georgien siegte. Sein bis dahin größter Erfolg gelang ihm bei den Europameisterschaften 2017 in der Ukraine. Gegen Dmitri Galagot (3:2), Richárd Kovács (5:0) und Mateusz Polski (5:0) war er ins Finale eingezogen, wo er Luke McCormack (5:0) besiegte und damit Europameister wurde. Er war damit für die Weltmeisterschaften 2017 in Hamburg qualifiziert, wo er Begdaulet Ibragimov und Battarsukh Chinzorig besiegte. Im Halbfinale schied er dann gegen Andy Cruz Gómez aus und gewann eine Bronzemedaille.
Bei den Europaspielen 2019 in Belarus besiegte er James McGivern, Alexandros Tsanikidis, Enrico Lacruz sowie Sofiane Oumiha und gewann damit die Goldmedaille. Er startete anschließend bei den Weltmeisterschaften 2019 in Jekaterinburg und besiegte Somchay Wongsuwan, José Viáfara und Leonel de los Santos, ehe er im Halbfinale gegen Keyshawn Davis unterlag und zum zweiten Mal bei einer WM mit einer Bronzemedaille ausschied.
Er nahm an den 2021 in Tokio ausgetragenen Olympischen Spielen teil und besiegte Alston Ryan, Cavid Çələbiyev und Elnur Abduraimov, ehe er im Halbfinale mit einer Bronzemedaille gegen Keyshawn Davis ausschied. Während der Eröffnungsfeier war er, gemeinsam mit der Schwimmerin Warsenik Manutscharjan, sowie auch der Schlussfeier der Fahnenträger seiner Nation.
Bei den Weltmeisterschaften 2021 in Belgrad gewann er seine insgesamt inzwischen dritte WM-Bronzemedaille. Im Halbweltergewicht startend war er im Halbfinale gegen Andy Cruz Gómez ausgeschieden.
Im Mai 2022 gewann er erneut die Goldmedaille bei der Europameisterschaft in Jerewan und im Mai 2023 nach einer Niederlage gegen Ruslan Abdullayev erneut eine Bronzemedaille bei der Weltmeisterschaft 2023 in Taschkent.

## Profikarriere
Im Juli 2020 unterzeichnete Howhannes Batschkow einen Profivertrag mit dem britischen Promoter MTK Global und gewann sein Debüt am 9. Oktober 2020.